# انوشیروانی
انوشیروانی می‌تواند به موارد زیر اشاره کند:
- سجاد انوشیروانی، وزنه‌بردار ایرانی
- سلیمان انوشیروانی، اقتصاددان، فعال سیاسی و از نمایندگان مجلس شورای ملی